# Spalentor
Le Spalentor ou porte de Spalen (anciennement porte de Saint-Paul) est une porte médiévale située à Bâle en Suisse.
C'est un vestige de l’ancienne fortification entourant la ville et compte parmi les plus belles portes monumentales du pays. Des sept portes de la muraille extérieure existant alors, seules trois subsistent. Elles font partie de l'inventaire suisse des biens culturels d'importance nationale. 

## Historique
L’important tremblement de terre d’octobre 1356 transforma la ville en un amas de ruines. Lors de la reconstruction, une haute enceinte avec un fossé de protection fut érigé tout autour de la ville et ses faubourgs. Les travaux de construction ont duré plusieurs années. En 1467, Hans Balduff orna la porte de l’une de ses peintures. Ces travaux ont notamment été sous la direction de Jakob Sarbach entre 1473 et 1474. Quarante tours fortifiaient l’enceinte, dont six servaient également de porte à la ville. La porte de Spalen surmontait la route de la France. 
À la fin du XIXe siècle, le mur d’enceinte devint un frein à l’accroissement de la ville. Considéré dorénavant inutile, il fut détruit, ainsi que les tours, sauf les portes de Saint-Jean et de Saint-Alban préservées comme témoin de l'art architectural ancien.

## Détails de l’édifice
Du côté extérieur à la ville, les murs ont une épaisseur de deux mètres, pour 1,60 mètre à l’intérieur. Deux herses massives protégeaient le passage. De nos jours, elles ne sont accessibles que par les piétons. L’entrée d'origine de la tour était une basse porte, protégée par le pont-levis. 
Deux tours rondes, de 28,15 mètres de hauteur, flanquent la tour carrée qui s'élève à 40,30 mètres. Avant leur destruction lors d’une tempête en 1842, le toit des deux tours rondes était recouvert de tuiles de forme pyramidale. Le toit pointu de la tour carrée est encore recouvert de tuiles multicolores.
Plusieurs sculptures ornent la façade de la tour. En particulier, immédiatement au-dessus de la voûte, se trouvent les armoiries de Bâle, entourées de deux lions sculptés dans la pierre rouge locale.
La restauration complète date de 1933. Elle fut menée à bonne fin par le canton de Bâle-Ville, financée avec l’aide de la Confédération. Depuis, la porte de Spalen est inscrite à l'inventaire suisse des biens culturels d'importance nationale.